# Piotr Smirnov
Piotr Aleksàndrovitx Smirnov (en rus: Пётр Александрович Смирнов) (1897-1939) va ser un comissari soviètic, ministre Adjunt de Defensa i comandant en cap de l'Armada Soviètica.
Smirnov va néixer en una família de treballadors en un poble a prop de Viatka el 1897. Va acabar l'escola i va treballar com a ferrer en una fàbrica de fusta fins al 1913. Es va unir als bolxevics el 1917 i va ser membre dels Guàrdies Rojos. Va lluitar en la guerra civil i arribada la seva fi ja era comandant de brigada i oficial polític d'un exèrcit. El 1921 va participar en la repressió de la Rebel·lió de Kronstadt.
En la dècada de 1920 era comissari de Política dels districtes militars de Volga i el Caucas Nord. Des de 1926 es va incorporar a la direcció política de les forces armades i va ser comissari de política de la Flota del Bàltic i els districtes militars. El 1937 va participar en la purga dels caps militars, incloent-hi Iàkov Gamàrnik el 1937. L'octubre de 1937 es va convertir en viceministre de defensa i va ser comandant de l'Armada Soviètica el desembre de 1937.
Va ser detingut el juny de 1938 i executat per un escamot d'afusellament el febrer de 1939. Va ser rehabilitat el 1956.